# Bolnisi (gmina)
Gmina Bolnisi (gruz. ბოლნისის მუნიციპალიტეტი) – jednostka administracyjna Dolnej Kartlii w Gruzji. Siedzibą gminy jest miasto Bolnisi. 

## Położenie
Gmina położona jest w południowej części Gruzji. 

## Ludność
Na podstawie danych statystycznych z 2024 roku gminę Bolnisi zamieszkuje 56 900 osób. 